# بي إم دبليو الفئة 5 (E28)
بي إم دبليو الفئة 5 هي سيارة ستيشن واغن من صناعة بي إم دبليو أنتجت في 1981.
وجاء سيريز بين عامي 1981 و 1988. وقد حلت محل BMW E12 في عام 1981 واستعيض عنها BMW E34 E28 الإنتاج في عام 1989. بدأت في يوليو 1981 وانتهت في ديسمبر 1987. وE28 ما زالت تباع في الشمال أمريكا كسيارة نموذج سنة 1988 في حين تلقت أوروبا E34 في أوائل عام 1988. وكان يباع نموذج طبعة محدودة أيضا في جنوب أفريقيا في الفترة من منتصف 1987 إلى نهاية عام 1988.